# Державна комісія з електрифікації Росії

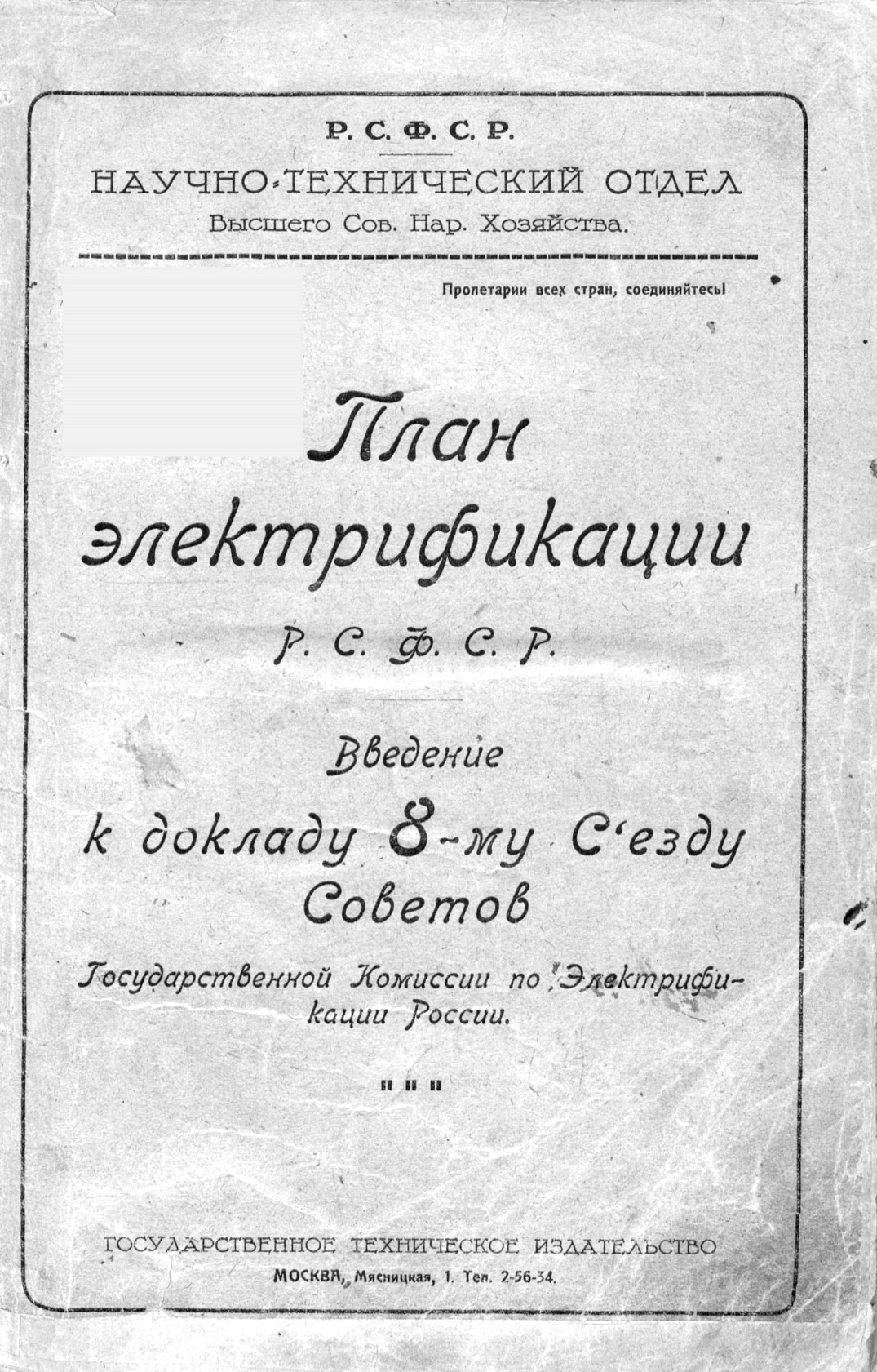
Обкладинка плану ГОЕЛРО

Державна комісія з електрифікації Росії (ДЕЕЛРО) (рос. ГОЭЛРО — скорочення від рос. Государственная комиссия по электрификации России) — перший загальнодержавний перспективний план відбудови й розвитку економіки РСФРР (що занепала внаслідок громадянської війни 1918—1921 років та націоналізації всієї промисловості) на основі електрифікації.

## План
Існують припущення, озвучені Гелієм Салахутдіновим, що план ГОЕЛРО був розроблений ще у Російській імперії трьома іноземними енергетичними компаніями.  [Архівовано 22 серпня 2015 у Wayback Machine.]

Картина Л. Шматько «Доповідь В. І. Леніна про план ҐОЕЛРО»

Комісію для розробки плану утворено 21 лютого 1920 року за вказівкою Володимира Леніна під головуванням Гліба Кржижановського. У її складі працювало понад 200 осіб. Електрифікацію розуміли як технічну реконструкцію економіки на найновітнішій електроенергетичній основі. 29 грудня 1920 року план ГОЕЛРО затвердив 8-й Всеросійський з'їзд Рад. При його розробці найбільша увага фахівців приділялася Південному економічному району, до якого входили як відповідні території РСФРР, так і землі УСРР без урахування кордонів між республіками.
План ГОЕЛРО, розрахований на 10—15 років, передбачав реконструкцію старих і побудову нових 20 теплових і 10 гідравлічних електростанцій потужністю 1750 тисяч кВт·год, що разом мали виробляти 9 мільярдів кВт·год електроенергії, накреслював створення важкої промисловості, широке будівництво залізниць, розширення посівних площ і підвищення врожайності земель і масове кооперування селянства.
Електростанції мали стати основою промислового розвитку певного значного промислового вузла чи району. Від цього й назва — ДРЕС (Державна районна електростанція). У Південному районі за планом передбачалося збудувати електростанції для виробітку 560 тисяч кВт·год електроенергії, найбільше — на Придніпров'ї та в Донбасі.
За планом ГОЕЛРО в Україні передбачалося будівництво 9 електростанцій: Штерівської, Гришинської, Лисичанської, Ізюмської та інших. З планом пов'язаний початок широкого використання гідроресурсів, планувалося спорудження Олександрівської (нині Дніпрогес) потужністю 200 тисяч кВт з подальшим її розширенням і Бузької ГЕС, будівництво електростанцій, які працюють на доменних і коксових газах, комбінованих з вугіллям: Петрівської, Юзівської, Макіївської. Потужність запланованих електростанцій мала становити 1 мільйон кВт.
Планувалося об'єднати після відбудови та спорудження в єдину систему 24 електростанції заводів і шахт, збудувати ДРЕС у Лисичанську, Гришиному, звести Запорізьку ГЕС (Дніпрогес) на Дніпрі потужністю 200 тисяч кВт з подальшим її розширенням. За планом передбачалося на базі енергії Дніпрогесу будівництво заводів із виплавки алюмінію та виробництва якісної сталі, збільшення в 10 разів порівняно з 1920 роком видобутку вугілля, здійснення випуску машин для металургії, паливної індустрії, сільського господарства й транспорту.
У квітні 1921 року створено Комісію з електрифікації України. Реконструкції за цим планом підлягали металургійна й хімічна промисловість Донбасу, залізниця Петроград — Москва — Харків — Юзівка з перетворенням її на потужну магістраль з наступною електрифікацією, передбачалося створення наскрізного дніпровського водного шляху Київ — Херсон.

### Члени комісії

#### Учасники розробки плану
| - Г.М.Кржижановський — голова - А.І.Ейсман — заступник голови - О.Г.Коган — товариш голови | - Б.І.Угрімов — заступник голови - Н.Н.Вашков — заступник товариша голови - Н.С.Сінельніков — заступник товариша голови |

#### Члени
І. Г. Александров, Г. Й. Графтіо, Л. В. Дрейер, К. А. Круг, М. Я. Лапіров-Скобло, Б. Е. Стюнкель, Є. Я. Шульгін, О. В. Вінтер, Р. Е. Классон, М. А. Шателен, І. І .Вихляев, Г. К. Різенкамф, Д. І. Комаров, Р. А. Ферман, Л. К. Рамзін, А. І. Таїров, А. А. Шварц, Г. Д. Дубелір, Т. Р. Макаров, В. Ф. Міткеві, Н. К. Поліванов, Р. Л. Семенов.

## Виконання плану
Тяжка праця будівничих, а також значні кошти, вилучені в українських селян, сприяли тому, що план ГОЕЛРО було перевиконано. На 1935 рік в Україні потужність усіх електростанцій зросла в 7 разів. 1923 року потужність невеликих ГЕС в тодішній УСРР становила 46,7 тис. кВт, або близько 2 % усього можливого запасу гідроенергії УСРР. Збудована в 1927—1932 роках за планом ГОЕЛРО Дніпровська ГЕС (Дніпрельстан), тоді найбільша в Європі, додала 558 тисяч кВт потужності.
| Показник                                     | 1913  | 1920 | План ГОЕЛРО | 1930  | 1935  | Рік виконання плану ГОЕЛРО |
| -------------------------------------------- | ----- | ---- | ----------- | ----- | ----- | -------------------------- |
| Валова продукція промисловості (1913-I)      | 1     | 0,14 | 1,8-2       | 2,5   | 5,8   | 1929—1930                  |
| Потужність районних електростанцій (млн кВт) | 0,2   | 0,25 | 1,75        | 1,4   | 4,1   | 1931                       |
| Виробництво електроенергії (млрд кВт/г.)     | 2,0   | 0,5  | 2,8         | 8,4   | 28,3  | 1931                       |
| Вугілля (млн т)                              | 29,2  | 8,7  | 62,3        | 47,8  | 109,8 | 1932                       |
| Нафта (млн т)                                | 10,3  | 3,9  | 16,4        | 18,5  | 25,2  | 1929—1930                  |
| Торф (млн т)                                 | 1,7   | 1,4  | 18,4        | 8,1   | 18,5  | 1934                       |
| Залізна руда (млн т)                         | 9,2   | 0,16 | 19,6        | 13,7  | 26,3  | 1934                       |
| Чавун (млн т)                                | 4,2   | 0,12 | 9,2         | 5,0   | 12,5  | 1934                       |
| Сталь (млн т)                                | 4,3   | 0,19 | 6,5         | 5,8   | 12,6  | 1933                       |
| Папір (тис. т)                               | 269,2 | 30,3 | 683,5       | 435,3 | 648,8 | 1936                       |